# Малик, Сонам
Сонам Малик (англ. Sonam Malik; 15 апреля 2002, д. Мадина, Сонипат, Харьяна, Индия) — индийская женщина-борец вольного стиля, участница Олимпийских игр 2020 года в Токио.

## Карьера
Её отец и двоюродный брат — борцы, которые повлияли на решение Сонам Малик заняться этим видом спорта. Она занималась спортом под руководством тренера Аджмера Малика в спортивном комплексе Нетаджи Субхаш Чандра Бозе в своей деревне Мадина штата Харьяна. Помещение для занятие спортом было в неудовлетворительном состоянии, а в тренерской академии не было борцовских ковров для тренировок. Борцам приходилось тренироваться на земле, но в дождливые дни земля становилась грязной, вынуждая спортсменов тренироваться на дорогах.
Малик выиграла золотую медаль на национальных школьных играх в 2016 году. В 2017 году она выиграла серебро на чемпионате Индии среди кадетов, золото на Всемирных школьных играх, бронзовую медаль на чемпионате Азии среди кадетов, а в сентябре 2017 года в Афинах стала чемпионкой мира среди кадетов. В 2018 году она выиграла бронзовые медали чемпионата Азии по борьбе среди кадетов и чемпионата мира по борьбе среди кадетов. В августе 2019 года в Софии во второй раз стала чемпионкой мира среди кадетов.
В 2020 году она дважды победила бронзового призера Олимпийских игр 2016 года в Рио-де-Жанейро Сакши Малик. Первый из них пришел в январе на отборочном турнире для участие на домашнем чемпионате Азии в Нью-Дели, а затем в феврале того же года для отбора на азиатский отборочный турнир. В начале апреля 2021 года завоевала олимпийскую лицензию на азиатском отборочном турнире к Олимпиаде в Токио, победив Аяулым Касымову из Казахстана. В августе 2021 года на Олимпиаде в схватке на стадии 1/8 финала по последнему действию уступила Хюрельхюгиин Болортуяа из Монголии (2:2), и в итоге заняла 11 место.

## Достижения
- Чемпионат Азии по борьбе среди кадетов 2017 — ;
- Чемпионат мира по борьбе среди кадетов 2017 — ;
- Чемпионат Азии по борьбе среди кадетов 2018 — ;
- Чемпионат мира по борьбе среди кадетов 2018 — ;
- Чемпионат Азии по борьбе среди кадетов 2019 — ;
- Чемпионат мира по борьбе среди кадетов 2019 — ;
- Олимпийские игры 2020 — 11;